# Heimstättensiedlung (Darmstadt)
Die Heimstättensiedlung bezeichnet einen Statistischen Bezirk im westlichen Darmstadt.
Er grenzt im Norden an die Eschollbrücker Straße, im Westen und Süden an die Bundesautobahn 5 und im Osten an die Bahnstrecke Frankfurt am Main–Heidelberg und belegt eine Fläche von 206,5 ha.

## Geschichte
Die Heimstättensiedlung entstand ab dem Jahr 1932, um Arbeitslosen die Gelegenheit zu geben, sich in Selbsthilfe eigene Wohnhäuser zu bauen. Jeder Siedler bekam ca. 1000 Quadratmeter Grund zu einem niedrigen Erbbauzins überlassen. Das Areal galt als sandig und landwirtschaftlich uninteressant. In den Jahren 1932 und 1933 entstanden 53 Doppelhäuser für 106 Familien.
Nachdem alle Wohnhäuser fertiggestellt waren, wurden die Häuser unter den zukünftigen Siedlern verlost. In den folgenden Jahren wurde die Heimstättensiedlung weiter ausgebaut; die Straßen kanalisiert und asphaltiert.
Im Jahre 1949 begann die neugegründete Gemeinnützige Baugenossenschaft Familienheim mit der Bebauung der Neuen Köhlertanne. Viele Vertriebene aus der Bukowina und Ungarndeutsche, vor allem qualifizierte Handwerker, bauten sich in der Heimstättensiedlung neue Wohnhäuser.

## Sehenswürdigkeiten
- Matthäuskirche
- Pfarrkirche Heilig Kreuz
- Schießwiese Waldsportpark
- Die Lagune, Düne, Elefanten- und Waldspielplatz

## Regelmäßige Veranstaltungen
- September: Siedlerkerb[3]
- November: Darmstadt-Cross auf der Schießwiese